# Contrisson
Contrisson é uma comuna francesa na região administrativa de Grande Leste, no departamento de Meuse. Estende-se por uma área de 11,82 km². Em 2010 a comuna tinha 826 habitantes (densidade: 69,9 hab./km²).